# Jolanta Pustelnik
Jolanta Zofia Pustelnik (ur. 2 października 1953 w Wilkowie nad Wisłą) – polska działaczka społeczna i samorządowiec, prezydent Zduńskiej Woli (1994–1998 i 2002).

## Życiorys
W 1990 została powołana w skład zarządu miasta. W latach 1994–1998 sprawowała funkcję prezydenta Zduńskiej Woli, zasiadała również w radzie miejskiej. W kolejnej kadencji samorządu była również radną i wiceprezydentem. W 2002 przez kilka miesięcy po rezygnacji Krzysztofa Jonczyka ponownie pełniła funkcję prezydenta miasta. W bezpośrednich wyborach w tym samym roku przegrała w pierwszej turze, została natomiast radną powiatu zduńskowolskiego, a następnie także sekretarzem miasta w Skierniewicach. W 2006 również bezskutecznie ubiegała się o urząd prezydenta, powróciła natomiast do sprawowania mandatu radnego miejskiego, krótko była przewodniczącą rady miasta. Później objęła stanowisko dyrektora Wojewódzkiego Centrum Zdrowia Publicznego w Łodzi, którym pozostawała do chwili jego likwidacji w 2014.
Pełniła obowiązki prezesa Stowarzyszenia „Pomoc Rodzinie”, była także członkiem założycielem Zduńskiego Towarzystwa Gospodarczego.